# XXXIX Batallón de Fortaleza de la Luftwaffe
El XXXIX Batallón de Fortaleza de la Luftwaffe (XXXIX. Luftwaffen-Festungs-Bataillon) fue una unidad de la Luftwaffe durante la Segunda Guerra Mundial.

## Historia
Fue formado el 22 de septiembre de 1944 en Praga-Gbell  desde el I batallón/205.º Regimiento de Instrucción Aérea, con 3 compañías. Entró en acción en el Frente Occidental (VI Comando Administrativo Aéreo(?)). Se componía de: compañía de Plana Mayor con dos pelotones de telefonistas, dos pelotones de radiotelegrafistas, una unidad de transporte y una de intendencia.
- 1.ª Compañía de Fortaleza de la Luftwaffe
- 2.ª Compañía de Fortaleza de la Luftwaffe
- 3.ª Compañía de Fortaleza de la Luftwaffe
- 4.ª Compañía de Fortaleza de la Luftwaffe

A principios de octubre de 1944, el batallón estaba en las posiciones defensivas del sector Linnich-Düren. El 15 de octubre de 1944 en Meppel, Holanda, componentes del batallón fueron utilizados para reformar la 6.ª División de Paracaidistas. En noviembre de 1944 se convierte en el I Batallón/18.º Regimiento de Paracaidistas. Fue absorbido por la 6.ª División de Paracaidistas el 20 de febrero de 1945.